# Betula pendula
Betula pendula là một loài thực vật có hoa trong họ Betulaceae. Loài này được Roth mô tả khoa học đầu tiên năm 1788.

## Hình ảnh

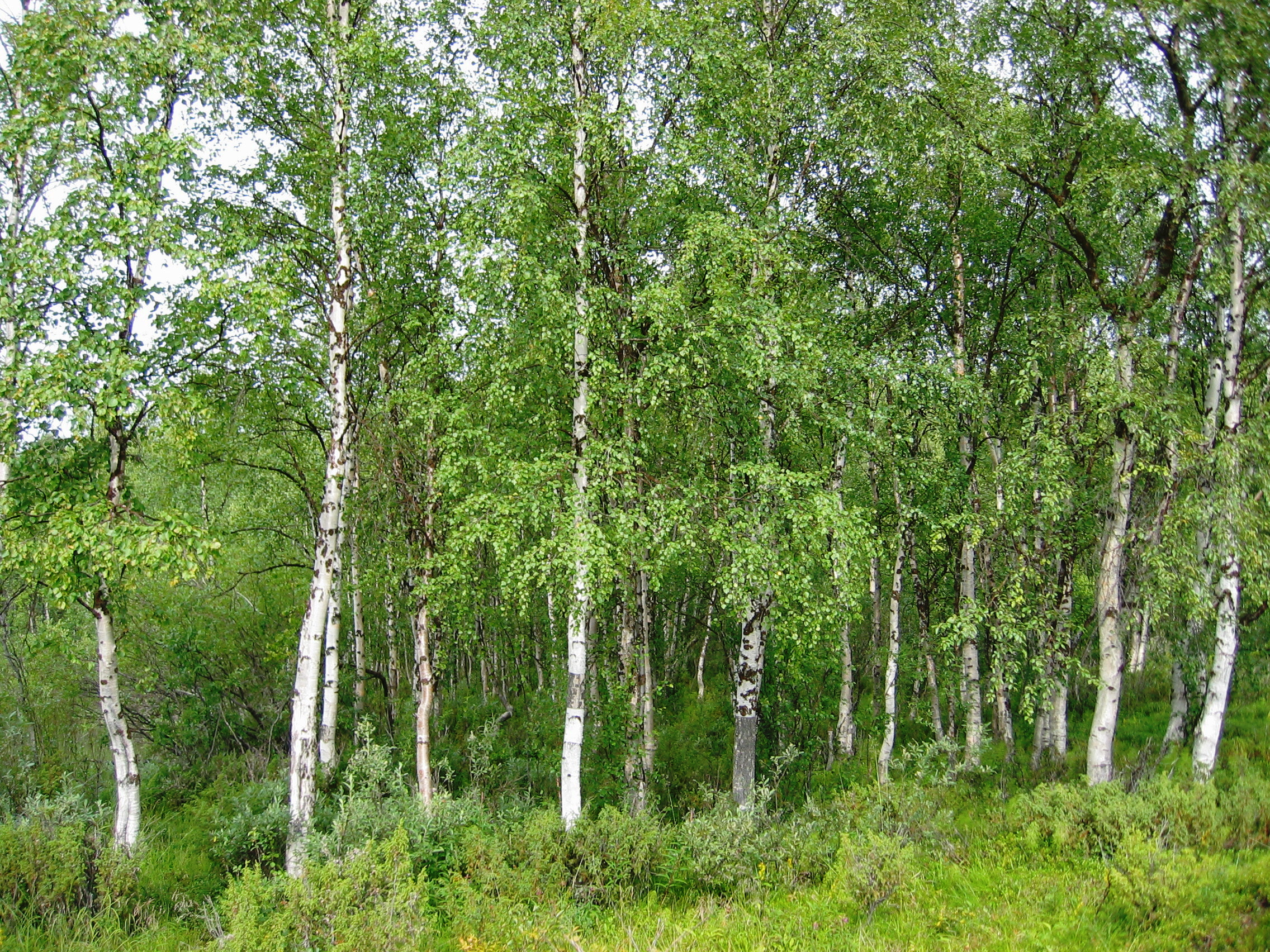
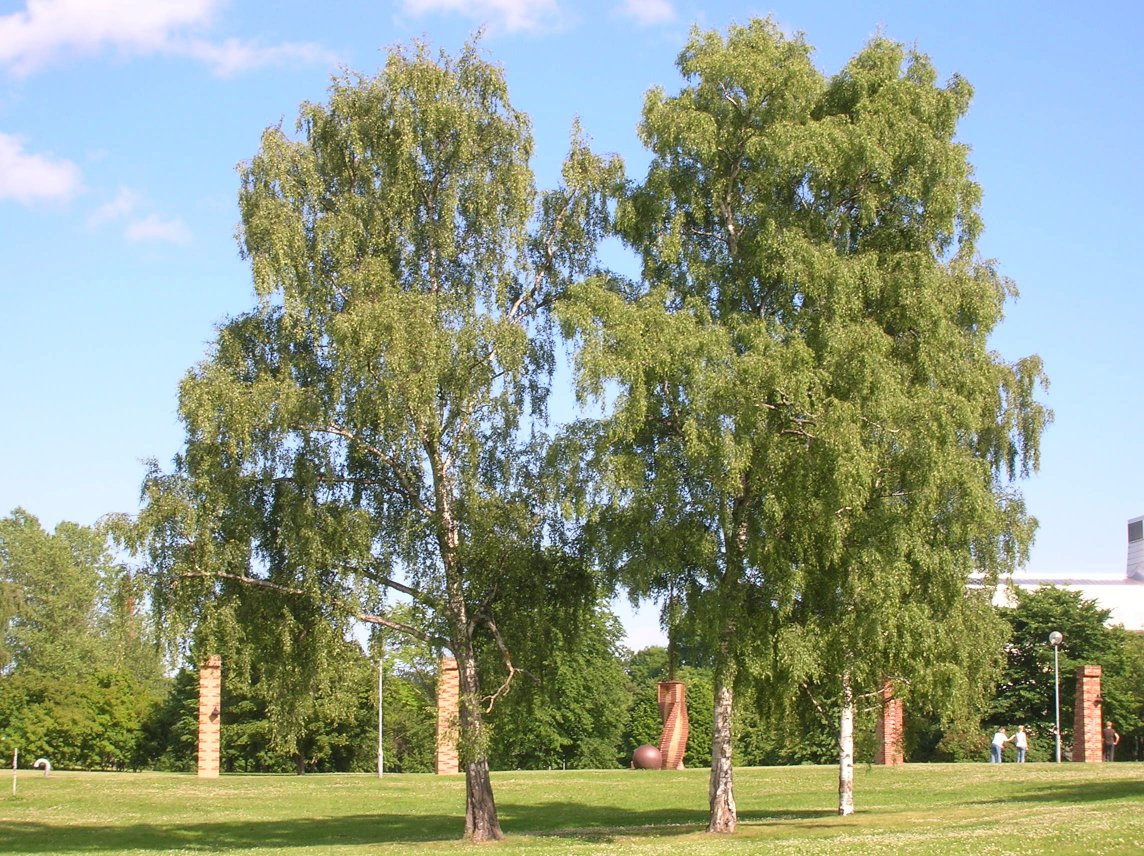
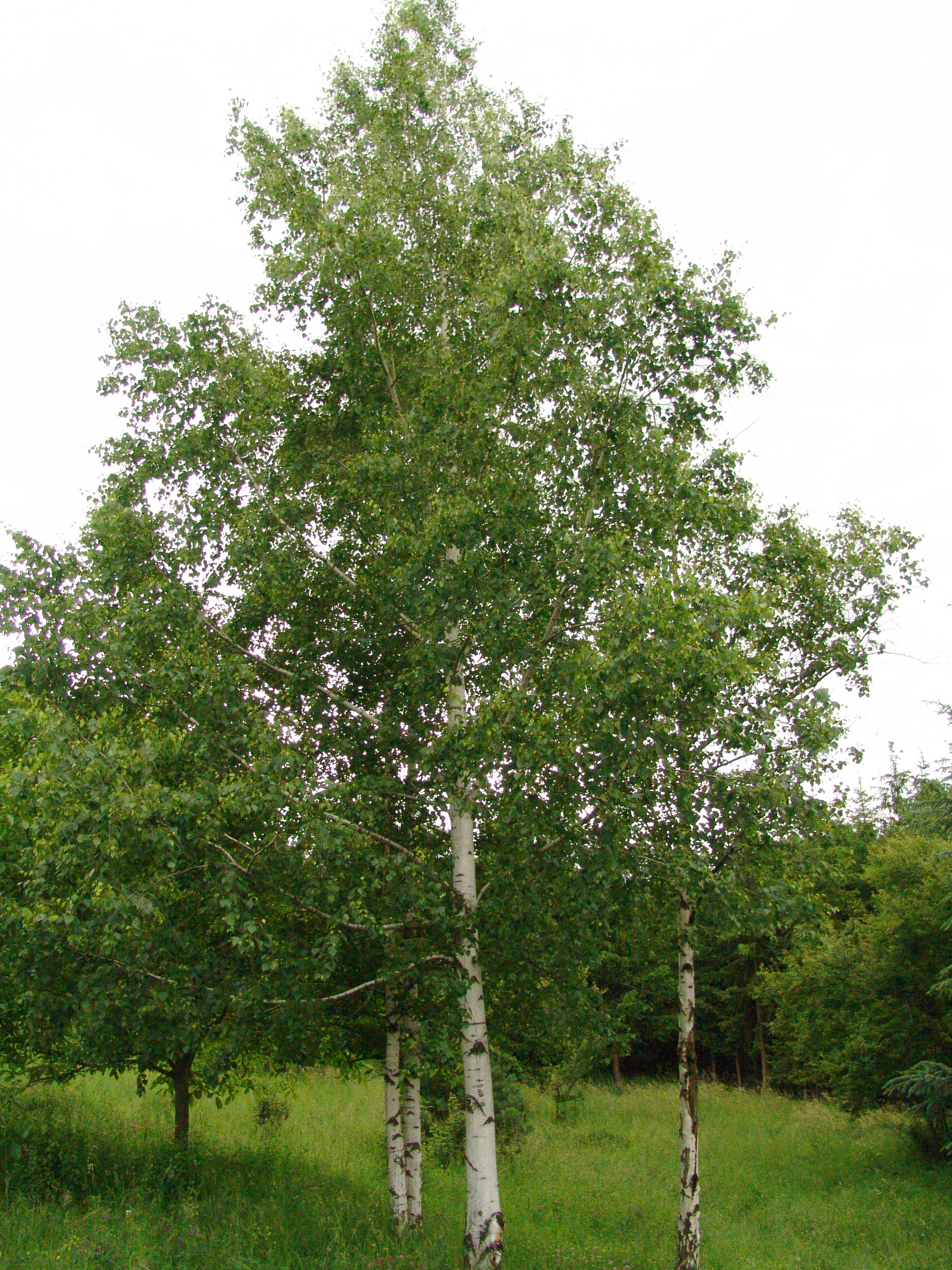
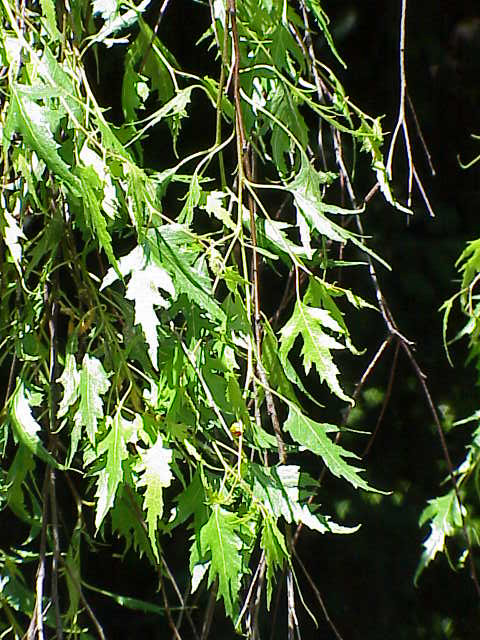